# Кульчар, Гергей
Гергей Кульчар (венг. Kulcsár Gergely; 10 марта 1934, Надьхалас — 12 августа 2020) — венгерский легкоатлет-копьеметатель, трёхкратный призёр Олимпийских игр (1960, 1964, 1968), двукратный призёр чемпионатов Европы (1958, 1966). Участник четырёх Олимпийских игр.

## Карьера

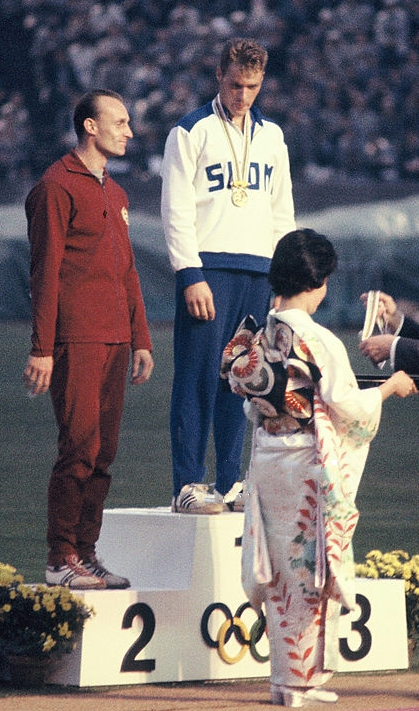
Гергей Кульчар (слева) на Олимпиаде-1964

Кульчар начал заниматься метанием копья в середине 1950-х годов в спортивном клубе «Építők» из Будапешта. В эти же годы учился в столичном институте физкультуры, дважды становился призёром Универсиад, выиграв её в 1961 году. После окончания обучения преподавал физическую культуру в медицинском университете.
На Олимпийских играх Кульчар дебютировал в 1960 году в Риме. Там в соревнованиях копьеметателей он метнул свой снаряд на 78.57 и завоевал бронзовую медаль. Четыре года спустя на Играх в Токио он стал первым венгром, метнувшим за 80 метров, но с результатом 82.32 стал вторым, проиграв 34 сантиметра финну Паули Невале. На токийской Олимпиаде Кульчар первый раз был знаменосцем сборной на церемонии открытия, это же право он получал и на двух последующих Олимпиадах.
На Олимпиаде в Мехико венгерский копьеметатель установил личный рекорд 87,06 м, но дальше его метнули советский спортсмен Янис Лусис и финн Киннунен, оставив Кульчара на третьем месте. На Играх в Мюнхене Кульчар в квалификации метнул своё копье на 77,24 м, но это стало 14-м результатом и не позволило ему пробиться в финал.
После завершения карьеры занимался тренерской работой. В 1976 году его ученик Миклош Немет стал олимпийским чемпионом. В 1981—1993 годах тренировал спортсменов из Кувейта.